# Melvin Mårtensson Almevid
Melvin Mårtensson , född 2 februari 2000, är en svensk fotbollsspelare som spelar för Sollentuna FK i Division 1 Norra. 

## Karriär
Melvin Mårtensson Almevids moderklubb är Avesta AIK. Efter att ha dragit till sig intresse från flera elitklubbar skrev han kort efter sin 16-årsdag på för Gefle IF, då hemmahörandes i allsvenskan. Flytten från Avesta AIK verkställdes sommaren 2016, men innan dess hann Mårtensson Almevid med att debutera i division 3 för sin moderklubb - där han blev målskytt direkt i debuten.
Efter två år med spel i Gefles U17- och U19-lag kom hans tävlingsdebut på seniornivå den 25 augusti 2018. I Superettanmötet med Helsingborgs IF gjorde Mårtensson Almevid ett inhopp i den 82:a minuten. Under debutsäsongen blev det sammanlagt sju framträdanden för Mårtensson Almevid, då Gefle IF åkte ur Superettan.
Säsongen 2019 började med att Mårtensson Almevid fick knapert med speltid. I mötet med Team TG FF den 30 maj 2019 stod han dock för sitt första A-lagsmål i Gefle IF. Två månader senare valde han att lämna Gefle IF på grund av studier i Stockholm, vilket medförde att han skrev på för seriekonkurrenten Sollentuna FK.

## Statistik
Uppdaterad 10 februari 2020
| Klubb              | Säsong             | Liga                      | Liga    | Liga | Nationell cup | Nationell cup | Ligacup | Ligacup | Internationell cup | Internationell cup | Övrigt  | Övrigt | Totalt  | Totalt |
| Klubb              | Säsong             | Division                  | Matcher | Mål  | Matcher       | Mål           | Matcher | Mål     | Matcher            | Mål                | Matcher | Mål    | Matcher | Mål    |
| ------------------ | ------------------ | ------------------------- | ------- | ---- | ------------- | ------------- | ------- | ------- | ------------------ | ------------------ | ------- | ------ | ------- | ------ |
| Avesta AIK U       | 2015               | Division 6 Södra Dalarna  | 1       | 0    | 0             | 0             | -       | -       | -                  | -                  | -       | -      | 1       | 0      |
| Totalt             | Totalt             |                           | 1       | 0    | 0             | 0             | -       | -       | -                  | -                  | -       | -      | 1       | 0      |
| Avesta AIK         | 2016               | Division 3 Södra Norrland | 3       | 1    | 0             | 0             | -       | -       | -                  | -                  | -       | -      | 3       | 1      |
| Totalt             | Totalt             |                           | 3       | 1    | 0             | 0             | -       | -       | -                  | -                  | -       | -      | 3       | 1      |
| Gefle IF           | 2018               | Superettan                | 7       | 0    | 1             | 0             | -       | -       | -                  | -                  | -       | -      | 8       | 0      |
| Gefle IF           | 2019               | Division 1 Norra          | 11      | 1    | 0             | 0             | -       | -       | -                  | -                  | -       | -      | 11      | 1      |
| Totalt             | Totalt             |                           | 18      | 1    | 1             | 0             | -       | -       | -                  | -                  | -       | -      | 19      | 1      |
| Sollentuna FK      | 2019               | Division 1 Norra          | 2       | 0    | 0             | 0             | -       | -       | -                  | -                  | -       | -      | 2       | 0      |
| Totalt             | Totalt             |                           | 2       | 0    | 0             | 0             | -       | -       | -                  | -                  | -       | -      | 0       | 0      |
| Totalt i karriären | Totalt i karriären | Totalt i karriären        | 24      | 2    | 1             | 0             | 0       | 0       | 0                  | 0                  | 0       | 0      | 25      | 2      |